# Мефенамінова кислота

Мефенамінова кислота

Мефенамінова кислота (лат. Acidum mephenamicum; N-(2,3-диметилфеніл)-антранілова кислота) — кристалічний порошок сірувато-білого кольору. Практично не розчиняється у воді, слабо розчиняється в спирті. Нестероїдний протизапальний засіб, також застосовується для лікування легкого та помірного болю. Механізм протизапальної дії обумовлений здатністю пригнічувати синтез медіаторів запалення (простагландинів, серотоніну, кінінів та ін.)
Застосування мефенамінової кислоти обмежується її побічними ефектами і вартістю.

## Історія
Мефенамінова кислота була відкрита вченими під керівництвом Клода Віндера з Parke-Davis і виведена на ринок Parke-Davis у 1960-х роках. Патент США 3138636 на препарат був виданий у 1964 року.

## Механізм дії
Механізм протизапальної дії обумовлений інгібуванням обох ізоформ циклооксигенази (COX-1 і COX-2), що запобігає утворенню простагландинів, які відіграють роль у больовій чутливості, запаленні та гарячці. Жарознижувальні властивості пов'язані зі здатністю гальмувати синтез простагландинів та впливати на центр терморегуляції. У механізмі знеболювальної дії, поряд із впливом на центральні механізми больової чутливості, істотну роль відіграє місцевий вплив на осередок запалення та здатність гальмувати утворення альгогенів (кініни, гістамін, серотонін). Мефенамінова кислота знижує активність лізосомальних ферментів, які беруть участь у запальній реакції, стабілізує білкові ультраструктури та мембрани клітин, зменшує проникність судин, порушує процеси окисного фосфорилювання, пригнічує синтез мукополісахаридів, гальмує проліферацію клітин у вогнищі запалення, підвищує резистентність клітин та стимулює загоєння ран.

## Фармакокінетика
Мефенамінова кислота швидко абсорбується з кишки і досягає найвищих концентрацій у плазмі крові через одну-чотири години. В крові понад 90 % речовини зв'язується з білками плазми. Ймовірно, може проходити крізь плаценту і знаходиться в грудному молоці в невеликій кількості. Метаболізується печінковим ферментом CYP2C9 до єдиної слабо активної 3'-гідроксиметилмефенамінової кислоти. Мефенамінова кислота та її метаболіти виводяться через сечу (52-67 %) та фекалії (20-25 %). Її період напіввиведення дві години; але період напіввиведення її метаболітів може бути довшим.

## Застосування
Мефенамінова кислота застосовується для лікування болю та запалення при ревматоїдному артриті та остеоартрозі, післяопераційних болях, гострих болях, включаючи біль у м'язах та спині, зубному та менструальному болях, а також призначається при менорагії. Мефенамінову кислоту рекомендується приймати разом з їжею.

## Протипоказання
Мефенамінова кислота протипоказана людям, в яких до цього препарату або до інших НПЗЗ (наприклад, Аспірину) виявили реакції гіперчутливості, такі як кропив'янка та астма; людям з виразковою хворобою чи хронічним запаленням шлунково-кишкового тракту; тим, хто має захворювання нирок або печінки чи серцеву недостатність; після хірургічного шунтування коронарних артерій; і в третьому триместрі вагітності.

## Передозування
Симптоми передозування включають ниркову недостатність, проблеми з шлунково-кишковим трактом, кровотечі, висипання, сплутаність свідомості, галюцинації, запаморочення, судоми та втрату свідомості.

## Побічні ефекти
Відомі легкі побічні ефекти мефенамінової кислоти включають головні болі, нервозність та блювоту. Потенційно серйозні побічні ефекти можуть включати діарею, перфорацію шлунково-кишкового тракту, виразкові хвороби, гематемезис (блювання кров'ю), шкірні реакції (висипання, свербіж, набряки; у рідкісних випадках токсичний епідермальний некроліз) та рідко порушення клітин крові, такі як агранулоцитоз.

## Синоніми
Acidum mefenamicum, Coslan, Lysalgo, Mefenamic acid, Parkemed, Ponstan, Ponstel, Ponstyl, Pontal, Tanston.